# Họ Trăn
Họ Trăn (danh pháp khoa học: Pythonidae) là một họ động vật thuộc phân bộ Rắn, phân bố ở châu Phi, châu Á và Úc. Trong số các loài thuộc họ này, có loài rắn lớn nhất thế giới. Họ này có 8 chi và 31 loài được công nhận.

## Phân bố
Chúng phân bố ở châu Phi hạ Sahara, Ấn Độ, phía nam Trung Quốc, Đông Nam Á (Đông Nam Á lục địa và từ Philippines về phía đông nam qua Indonesia đến New Guinea) và Australia.
Tại Hoa Kỳ có một quần thể trăn Miến Điện (Python molurus bivittatus) được du nhập và đã tồn tại như một loài xâm lấn ở vườn quốc gia Everglades từ thập niên 1990.

## Các chi
| Chi          | Tác giả định danh        | Số lượng loài | Số lượng phân loài* | Tên gọi phổ biến   | Phạm vi phân bố |
| ------------ | ------------------------ | ------------- | ------------------- | ------------------ | --- |
| Antaresia    | Wells & Wellington, 1984 | 4             | 0                   |                    | Australia trong khu vực nhiệt đới và khô cằn |
| Apodora      | Kluge, 1993              | 1             | 0                   | Trăn Papua         | Phần lớn New Guinea, từ Misool tới đảo Fergusson |
| Aspidites    | Peters, 1877             | 2             | 0                   |                    | Australia, ngoại trừ khu vực miền nam |
| Bothrochilus | Fitzinger, 1843          | 1             | 0                   | Trăn vòng Bismark  | Các đảo thuộc quần đảo Bismark, bao gồm Umboi, New Britain, Gasmata (ngoài vùng duyên hải phía nam), Duke of York và Mioko cận kề, New Ireland và Tatau cận kề (ngoài vùng duyên hải phía đông), các đảo thuộc và ven đảo New Hanover và đảo Nissan         |
| Leiopython   | Hubrecht, 1879           | 6             | 0                   | Trăn nước D'Albert | Phần lớn New Guinea (dưới 1.200 m), bao gồm các đảo Salawati và Biak, Normanby, Mussau, cũng như vài đảo khác trong eo biển Torres |
| Liasis       | Gray, 1842               | 3             | 2                   |                    | Indonesia trong quần đảo Sunda nhỏ, kéo dài về phía đông tới New Guinea cũng như bắc và tây Australia |
| Morelia      | Gray, 1842               | 7             | 5                   |                    | Từ Indonesia trong quần đảo Maluku, kéo dài về phía đông tới New Guinea (bao gồm cả quần đảo Bismark) và Australia |
| PythonT      | Daudin, 1803             | 7             | 4                   | Trăn, mãng xà      | Châu Phi trong khu vực nhiệt đới phía nam Sahara (không bao gồm miền nam và cực tây nam Madagascar), Bangladesh, Pakistan, Ấn Độ, Sri Lanka, quần đảo Nicobar, Myanma, Đông Dương, Hoa Nam, Hồng Kông, Hải Nam, khu vực Mã Lai của Indonesia và Philippines |

*) Không bao gồm phân loài nguyên chủng.

T) Chi điển hình.